# Автомобільна промисловість у Хорватії
Автомобільна промисловість Хорватії — галузь економіки Хорватії.
В автомобільній промисловості Хорватії зайнято близько 10,000 чоловік в понад 130 компаніях. Вона генерує прибуток в розмірі близько 0,6 мільярда доларів. Хорватія в основному виробляє автомобільні частини та програмне забезпечення. Два найвідоміших виробника автомобілів в Хорватії є DOK-ING та Rimac Automobili, тоді як Crobus виробляє автобуси. На цю галузь припадає приблизно 1,8 відсотка всього хорватського експорту, в той час як 90 відсотків прибутку в самій галузі є похідними від експорту.
Виробники автомобільних деталей у Хорватії добре інтегровані в глобальний ланцюжок поставок запасних частин, таким є AD Plastik, який виробляє для Volkswagen. Інші хорватські компанії виробляють запчастини для автомобілів PSA Peugeot Citroen, General Motors, Fiat, BMW, Audi, Ford, Renault, Toyota і Volvo, серед інших.

## Історія

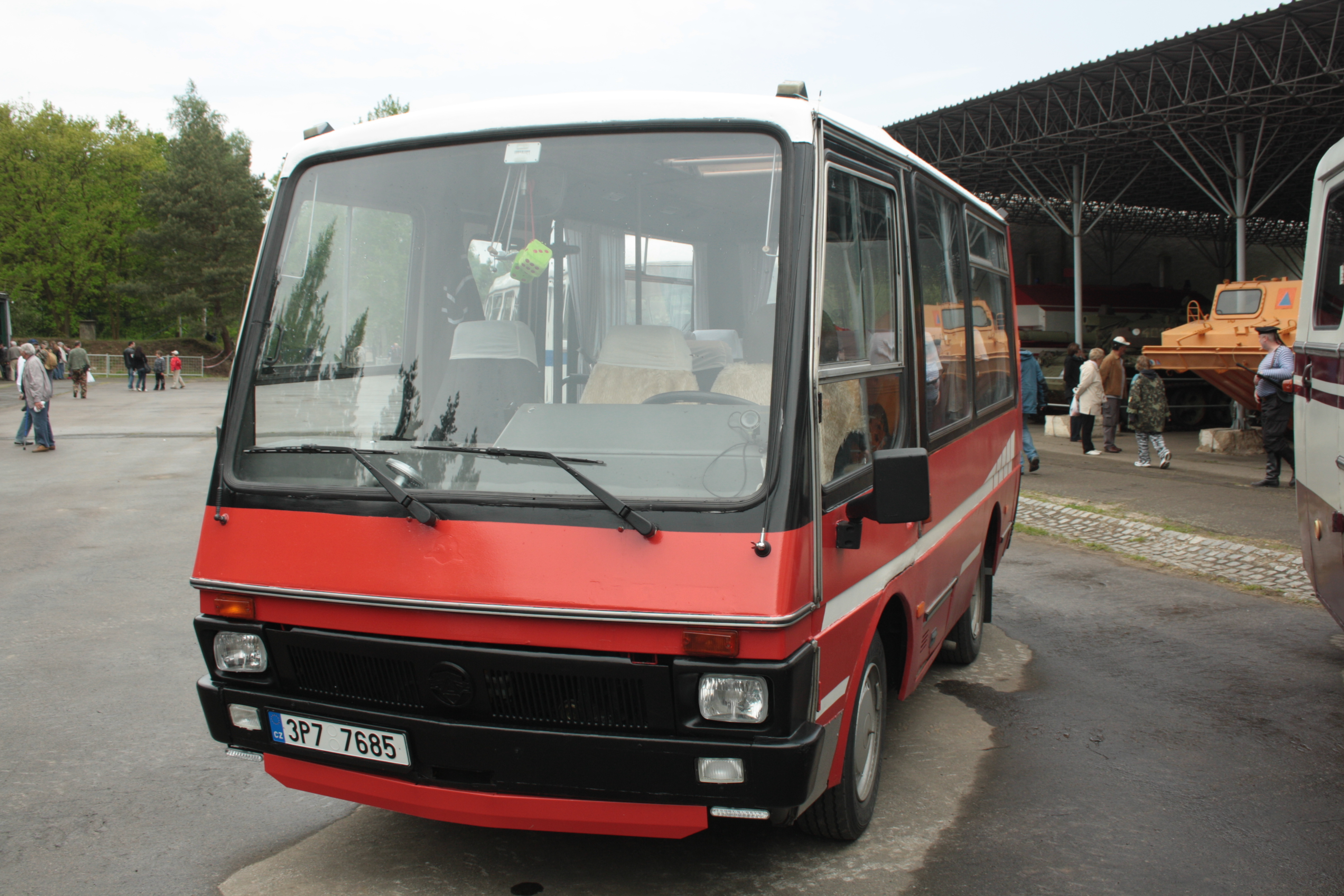
TAZ Neretva

Завод Tvornica Autobusa Zagreb (TAZ) розпочав виробництво автобусів і вантажних автомобілів в 1930 році. У 1980 році на заводі працювало 1,200 чоловік і виробляли у середньому 500—600 транспортних засобів (до 900), а автобуси експортувалися до Китаю, Фінляндії, Великої Британії, Єгипту та інших країн. Компанія також випускала мотоцикли, поки не збанкрутувала в 2000 році.
Інші компанії, такі як Đuro Đaković виробляли військову техніку, наприклад, танк M-95 Degman та бронетранспортер LOV-1. Компанія також виробляла бронетранспортер Patria AMV за ліцензією.

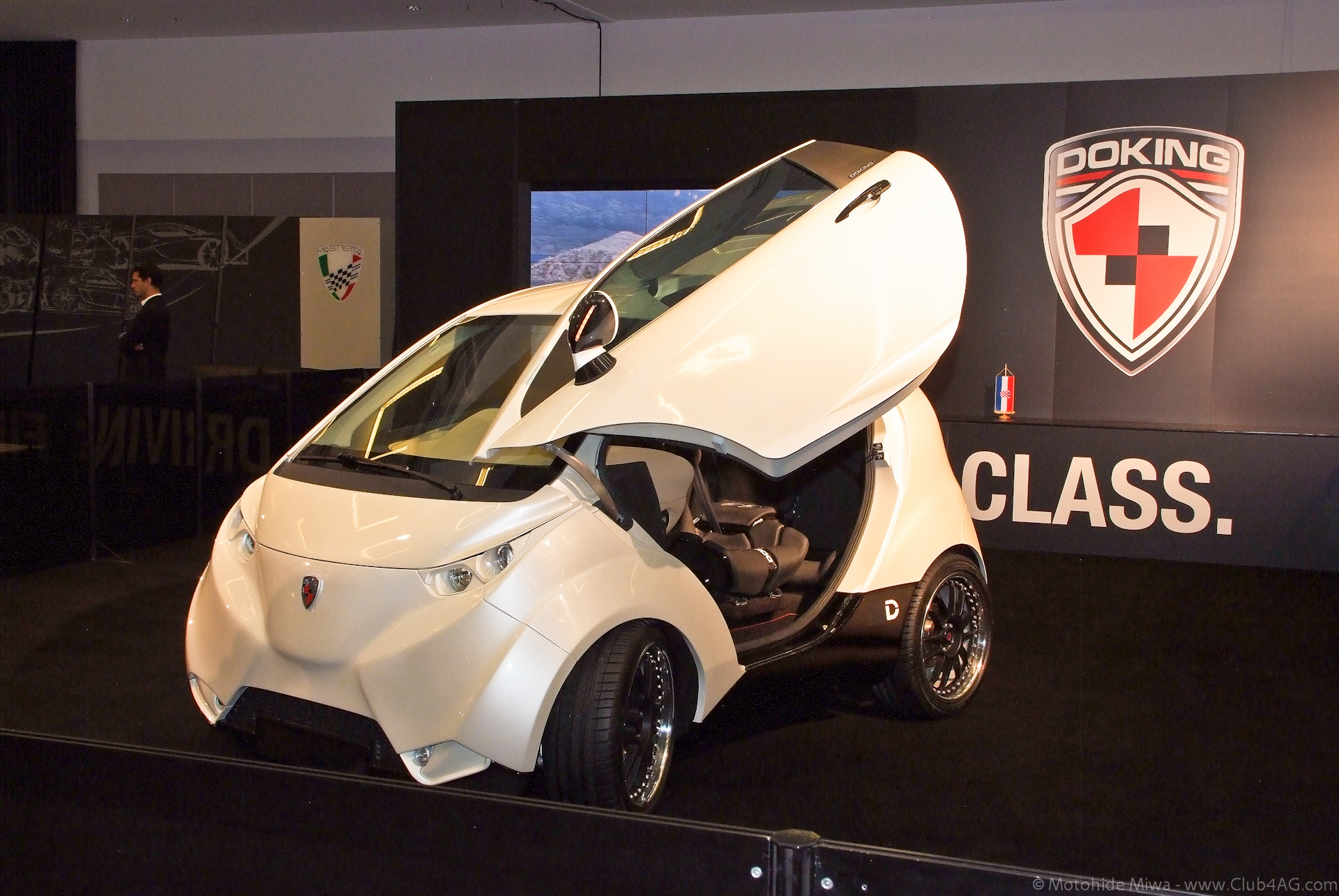
DOK-ING Loox (2012—)

Хорватія випустила свій перший електричний міський концепт-кар DOK-ING Loox в 2012 році. Перший автомобіль був проданий Загребському інженерному факультету. У 2015 році компанія випустила два електричних автобуси для міста Копривниця в рамках проекту Civitas Dyn@mo.
У 2013 році хорватський виробник автобусів Crobus підписав угоду на 2,1 млрд. хорватських кун, на виробництво і експорт 2,000 автобусів до Іраку, з першим автобусом доставленим в тому ж році.
У 2013 році приватна фірма Rinac Automobili виробила Rimac Concept One, двомісний електричний спортивний автомобіль. Concept One був описаний як перший в світі високотехнологічний електричний суперкар. Їхній перший автомобіль (Concept One) був експортований в тому ж році, і став першим автомобілем, який експортується за кордон в історії країни. Станом на 2016 рік, всі вісім автомобілів Concept One були продані. Згодом компанія представила поліпшену версію Rimac Concept S, представлену на Женевському автосалоні 2015 року.
Rimac group також випускає і виробляє двигуни та інші електричні деталі для інших компаній, таких як акумуляторні батареї рідинного охолодження для Koenigsegg. Вона також виробляє цілі транспортні засоби для інших компаній, таких як Applus Volar-E for Applus+ IDIADA.
Інші компанії виготовляють деталі для інших виробників автомобілів, таких як AD Plastik і так далі.
Хорватія в даний час планує відкрити свій перший автомобільний завод з масовим виробництвом у Меджимурській жупанії, проект префекта Предрага Штромара (Predrag Štromar) за підтримки президента.

## Виробники

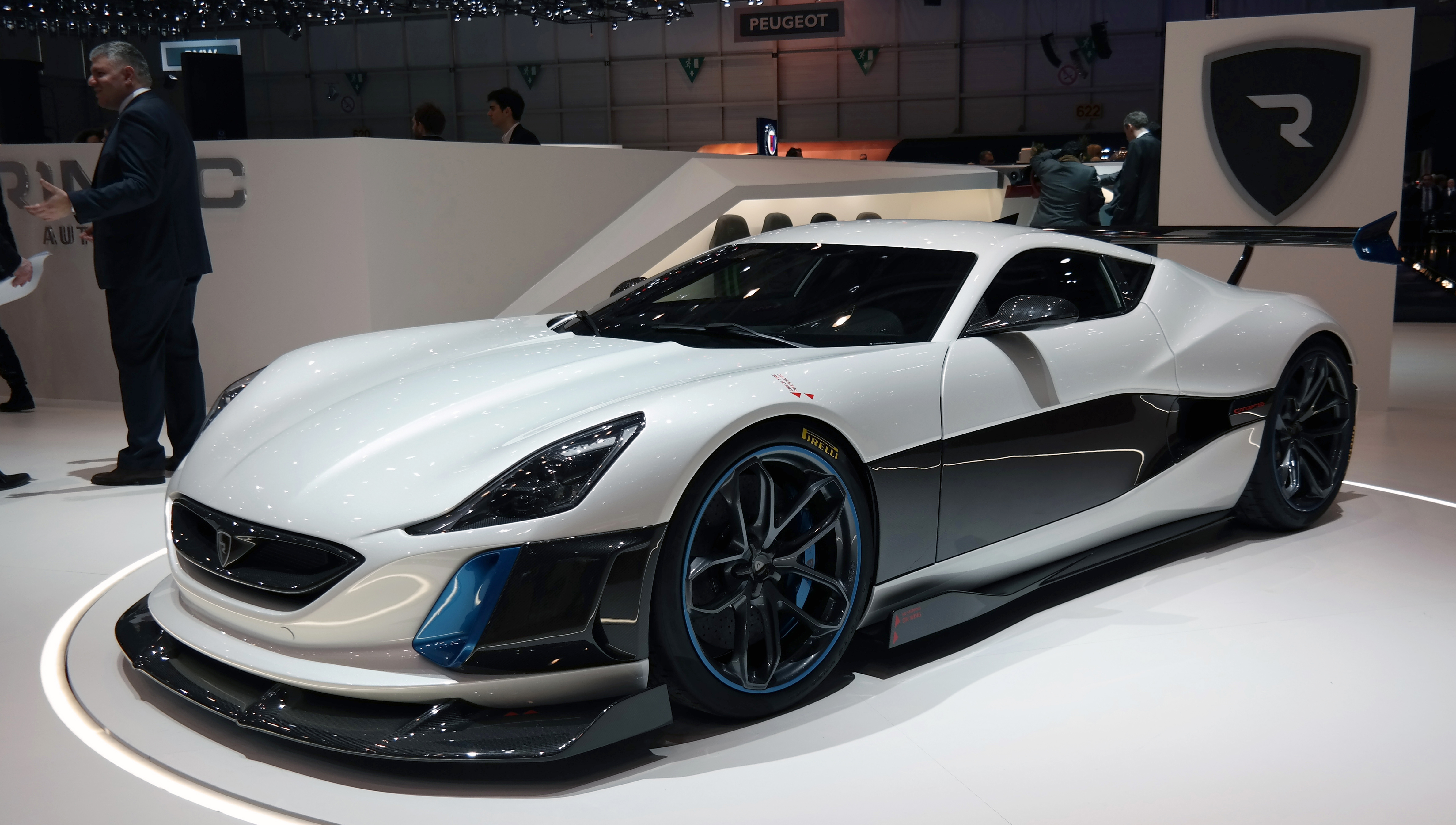
Rimac Concept S

### Активні виробники
- Rimac Automobili
- DOK-ING
- Đuro Đaković
- Crobus

### Неіснуючі виробники
- Tvornica Autobusa Zagreb (TAZ)
- IPIM